# Buarøyna
Buarøyna est une île et un village dans le landskap Sunnhordland du comté de Vestland. Elle appartient administrativement à Øygarden.

## Géographie
Rocheuse et couverte d'une légère végétation, elle s'étend sur environ 1,75 km de longueur pour une largeur approximative de 586 m. Il y a diverses ruines sur l'île. Elle est traversée par une piste. 